# Monomma macrooculum
Monomma macrooculum es una especie de coleóptero de la familia Monommatidae.

## Distribución geográfica
Habita en el Congo.